# Family Ski
Family Ski är titeln på ett spel utvecklat av det japanska företaget Namco Bandai Holdings. Spelet använder tillbehöret Wii Balance Board som huvudsaklig inmatningsenhet.